# Charaxes dohertyi
Charaxes dohertyi är en fjärilsart som beskrevs av Rothschild 1892. Charaxes dohertyi ingår i släktet Charaxes och familjen praktfjärilar. Inga underarter finns listade i Catalogue of Life.